# S.S.D. Pro Sesto
Società Sportiva Dilettantistica Pro Sesto Calcio (trước đây là Associazione Sportiva Dilettantistica Nuova Pro Sesto và ban đầu là Associazione Calcio Pro Sesto) là một câu lạc bộ bóng đá Ý, có trụ sở tại Sesto San Giovanni, Lombardy, Italy. Pro Sesto lần cuối cùng ở Serie B vào năm 1950.

## Lịch sử

Logo cũ

Câu lạc bộ được thành lập vào năm 1913 với tên Associazione Calcio Pro Sesto.
Vào mùa hè năm 2010 sau khi xuống hạng từ Lega Pro Seconda Divisione, câu lạc bộ cũ đã phá sản.

### Thành lập lại
Câu lạc bộ đã được thành lập lại vào năm 2010 khi Associazione Sportiva Dilettantistica Nuova Pro Sesto ngay lập tức được thăng hạng từ Promozione Lombardy / C đến Eccellenza Lombardy.
Vào mùa hè năm 2011, đội đã thay đổi tên giống như tên hiện tại. Trong mùa 2018-19, đội đã được thăng hạng từ Eccellenza Lombardy / A lên Serie D

## Màu sắc và huy hiệu
Màu sắc của đội là trắng và xanh.

## Cựu cầu thủ đáng chú ý
Quốc tế
- liên_kết=|viền Simon Barjie
- liên_kết=|viền Simone Rota

Đáng chú ý
- liên_kết=|viền Mauro Boerchio